# فيل دوغلاس
فيل دوغلاس (بالإنجليزية: Phil Douglas)‏ هو لاعب كرة قاعدة أمريكي، ولد في 17 يونيو 1890 في كيدرتون في الولايات المتحدة، وتوفي في 1 أغسطس 1952 في مقاطعة سيكواتشي في الولايات المتحدة.

## وصلات خارجية
- فيل دوغلاس على موقعبيزبول رفرنس.كوم (الدوري الرئيسي) (الإنجليزية)
- فيل دوغلاس على موقعبيزبول رفرنس.كوم (الدوري الثانوي) (الإنجليزية)